# Wojnity
Wojnity (deutsch Woynitt) ist ein Dorf in der polnischen Woiwodschaft Ermland-Masuren. Es gehört zur Stadt- und Landgemeinde Pieniężno (Mehlsack) im Powiat Braniewski (Kreis Braunsberg).

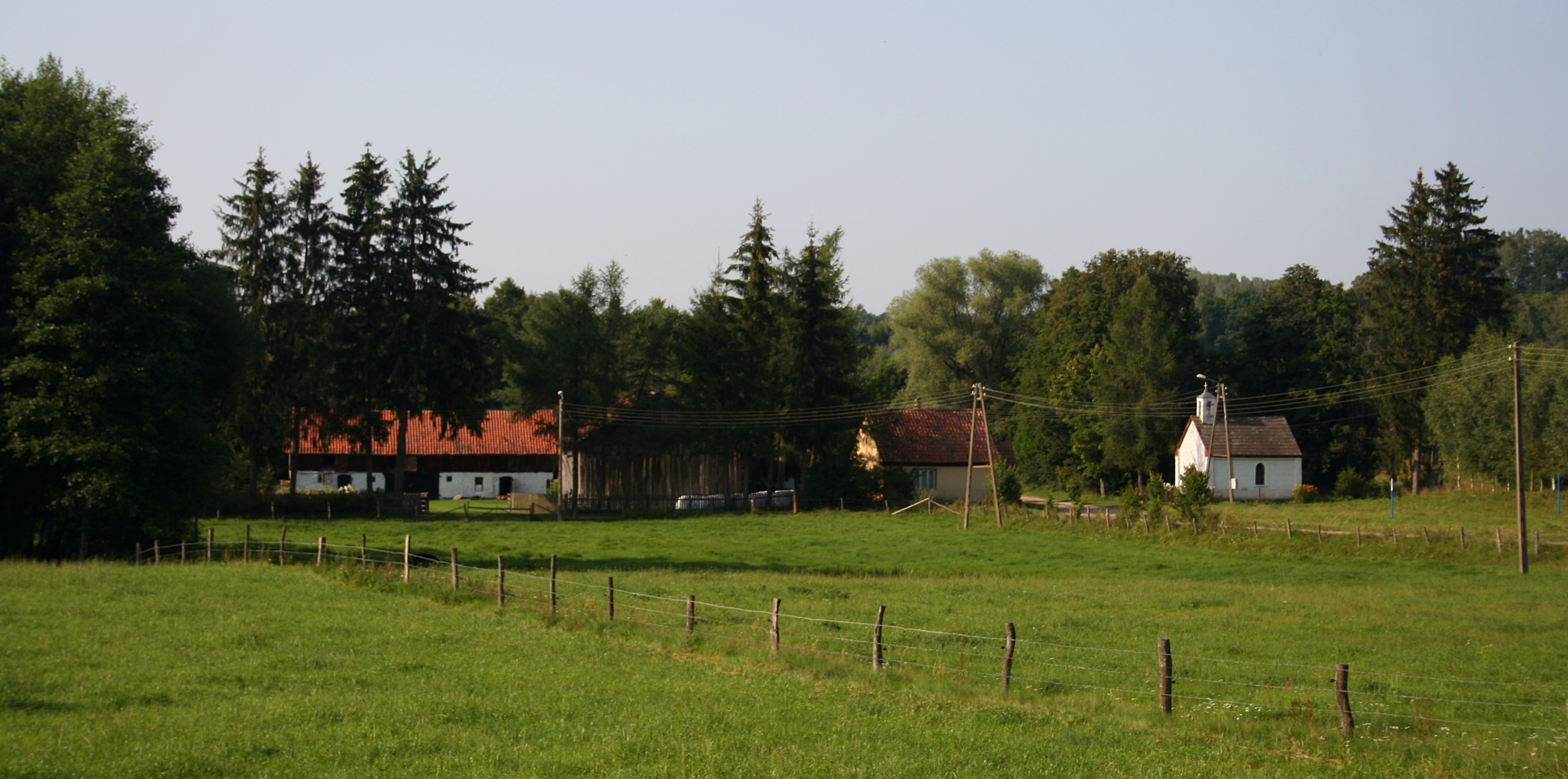
Teilansicht von Wojnity (Woynitt)

## Geographische Lage
Wojnity liegt an der Wałsza (Walsch) im Nordwesten der Woiwodschaft Ermland-Masuren, 26 Kilometer südöstlich der Kreisstadt Braniewo (Braunsberg).

## Geschichte

### Ortsgeschichte
Woynitt bestand aus mehreren kleinen Höfen und Gehöften. Am 18. Juni 1874 wurde Woynitt Amtsdorf und damit namensgebend für einen Amtsbezirk im ostpreußischen Kreis Braunsberg, Regierungsbezirk Königsberg.
In der Landgemeinde Woynitt waren im Jahre 1910 150 Einwohner registriert. Ihre Zahl sank leicht bis 1933 auf 143 und bis 1939 auf 140.
In Kriegsfolge wurde 1945 das gesamte südliche Ostpreußen an Polen abgetreten. Woynitt erhielt die polnische Namensform „Wojnity“ und ist heute eine Ortschaft im Verbund der Gmina Pieniężno (Stadt- und Landgemeinde Mehlsack) im Powiat Braniewski (Kreis Braunsberg), von 1975 bis 1998 der Woiwodschaft Elbląg, seither der Woiwodschaft Ermland-Masuren zugehörig.

### Amtsbezirk (1874–1945)
Zum Amtsbezirk Woynitt gehörten in der Zeit seines Bestehens die Dörfer:
| Deutscher Name              | Polnischer Name | Anmerkungen                                      |
| --------------------------- | --------------- | ------------------------------------------------ |
| Agstein                     | Augustyny       |                                                  |
| Bornitt                     | Bornity         |                                                  |
| Borwalde                    | Borowiec        |                                                  |
| Heistern                    | Kajnity         |                                                  |
| Lichtwalde                  | Wyrębiska       |                                                  |
| Mehlsack, Schloss und Mühle | Pieniężno       | 1928 in die Stadtgemeinde Mehlsack eingegliedert |
| Sonnenfeld                  | Cieszęta        |                                                  |
| Sugnienen                   | Żugienie        |                                                  |
| Woynitt                     | Wojnity         |                                                  |

## Religion
Woynitt war vor 1945 in die römisch-katholische Pfarrei Wusen (Osetnik) eingegliedert und gehört heute zur Kirche in Chwalęcin (Stegmannsdorf). Sie ist Teil des Dekanats Orneta (Wormditt) im Erzbistum Ermland.
Evangelischerseits gehörte Woynitt bis 1945 zur Pfarrkirche Mehlsack in der Kirchenprovinz Ostpreußen der Kirche der Altpreußischen Union. Wojnity ist jetzt der Diözese Masuren der Evangelisch-Augsburgischen Kirche in Polen zugeordnet.

## Verkehr
Wojnity liegt an einer Nebenstraße, die bei der Stadt Pieniężno (Mehlsack) von der polnischen Woiwodschaftsstraße 507 (einstige deutsche Reichsstraße 126) abzweigt und bis nach Bornity (Bornitt) führt. Außerdem enden zwei von Kajnity (Heistern) bzw. Glebiska (Klefeld) kommenden Nebenstraßen in Wojnity.
Die nächste Bahnstation ist Henrykowo (Heinrikau) an der PKP-Bahnstrecke Olsztyn Gutkowo–Braniewo.